# هيرمان ويت (قسيس)
هيرمان ويت (بالفنلندية: Herman Witte)‏ هو قسيس فنلندي، ولد في 1666، وتوفي في 1728 في توركو في فنلندا.